# Công nghệ nguội nhanh
Công nghệ nguội nhanh (tiếng Anh: rapid cooling, melt-spinning) hay còn được gọi là phương pháp làm lạnh nhanh hoặc tôi nhanh (rapid quenching) là một công nghệ luyện kim dùng để chế tạo các băng hợp kim hoặc kim loại vô định hình bằng cách làm lạnh nhanh hợp kim nóng chảy với tốc độ thu nhiệt rất lớn (từ 104 K/s đến 107 K/s). 

Nguyên lý phương pháp nguội nhanh trên trống quay

## Nguyên tắc chung
Tốc độ làm lạnh được xác định bằng công thức:
{\displaystyle R_{C}={\frac {T_{m}-T_{c}}{\Delta t}}}
với {\displaystyle T_{m},T_{c}} lần lượt là nhiệt độ của hợp kim nóng chảy, và nhiệt độ của môi trường làm lạnh, {\displaystyle \Delta t} là thời gian thu nhiệt.
Nguyên tắc chung của phương pháp nguội nhanh là dùng một môi trường làm lạnh thu nhiệt nhanh của hợp kim nóng chảy, giữ cấu trúc của hợp kim hóa rắn giống như trạng thái của chất lỏng (trạng thái vô định hình). 
- Môi trường làm lạnh có thể là các khối kim loại quay nhanh, hoặc các khí hóa lỏng (nitơ lỏng, heli lỏng...).
- Để tạo cho tốc độ thu nhiệt rất nhanh, môi trường thu nhiệt phải vừa có khả năng hấp thụ nhiệt lớn đồng thời phải tạo sao cho hợp kim lỏng chỉ tiếp xúc trong thời gian rất ngắn (tốc độ thu nhiệt ngắn) nhằm tạo ra tốc độ lớn.

## Công nghệ nguội nhanh trên trống quay

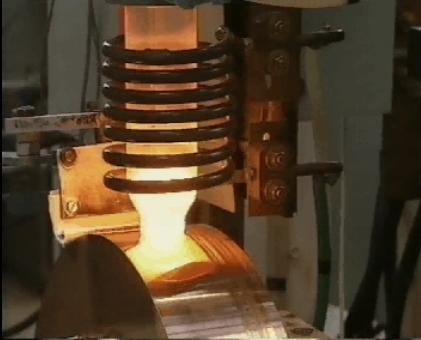
Phương pháp nguội nhanh trên trống quay đơn trục

Nguyên lý của phương pháp này là dùng một trống quay có bề mặt nhẵn bóng với tốc độ cao làm môi trường thu nhiệt của hợp kim nóng chảy. Hợp kim được làm nóng chảy trong nồi nấu bằng phương pháp nóng chảy cảm ứng bằng dòng điện cao tần. Nồi nấu được thiết kế đặc biệt sao cho ở khe nó có một khe hẹp và đặt gần sát bề mặt trống. Dùng một dòng khí nén (thường là các khí trơ để tránh oxy hóa) thổi hợp kim nóng chảy lên bề mặt trống quay. Vì miệng vòi phun đặt rất gần mặt trống nên hợp kim bị dàn mỏng và rất dễ bị lấy nhiệt, đồng thời nhờ trống quay với tốc độ cao nên hợp kim vừa bị làm lạnh nhanh, vừa bị dàn mỏng kéo thành băng dài.
Thời gian thu nhiệt trong phương pháp này rất ngắn (tỉ lệ nghịch với tốc độ quay của trống) chỉ cỡ 10−3 đến 10−2 giây nên tốc độ làm nguội có thể đạt tới từ 104 K/s đến 107 K/s, dễ dàng tạo ra các hợp kim vô định hình dạng băng mỏng.

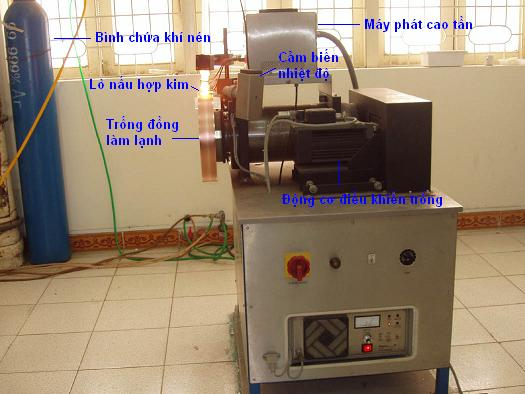
Thiết bị nguội nhanh đơn trục tại Trung tâm Khoa học Vật liệu, Trường Đại học Khoa học Tự nhiên (Hà Nội)

- Phương pháp nguội nhanh đơn trục: Là phương pháp nguội nhanh trên trống quay, nhưng sử dụng một trống quay với tốc độ cao, hợp kim được phun trên bề mặt trống nhờ vòi phun đặt sát bề mặt. Độ dày của băng hợp kim phụ thuộc vào 2 yếu tố là khoảng cách từ vòi phun đến mặt trống và tốc độ trống. Phương pháp này dễ tiến hành và giá thành thấp nhưng có một nhược điểm là dễ xảy ra sự sai khác về cấu trúc cũng như tính chất bề mặt ở hai phía của băng hợp kim đồng thời tính lặp lại về chiều dày của hợp kim thường không cao.
- Phương pháp hai trục: Là phương pháp nguội nhanh sử dụng 2 trống quay đặt tiếp xúc với nhau và quay ngược chiều nhau. Hợp kim được làm lạnh giữa 2 khe của bề mặt trống, vừa bị làm lạnh vừa bị cán ép nên có độ dày rất chuẩn xác (chỉ phụ thuộc vào khoảng cách giữa hai trống và tốc độ trống) đồng thời tính chất ở hai bề mặt sai khác rất thấp. Nhưng điểm khó của phương pháp này là tính đồng bộ giữa hai trống quay.

Điểm quan trọng của phương pháp nguội nhanh là chế tạo các trống quay trên một trục cực kỳ chính xác (độ rung của bề mặt trống rất thấp, chỉ cỡ một vài micromet), đồng thời bề mặt của các trống phải được xử lý rất sạch và nhẵn. Các trống thường được chế tạo bằng các kim loại có khả năng thu nhiệt nhanh và ít bị oxy hóa. Hai loại vật liệu phổ biến được dùng là đồng và môlipđen. Để chế tạo các băng hợp kim đặc biệt chứa các kim loại dễ bị oxy hóa, người ta có thể đặt cả hệ trong môi trường bảo vệ (được hút chân không cao, và được nạp các khí bảo vệ).

## Lịch sử
Phương pháp nguội nhanh lần đầu tiên được xây dựng vào năm 1960 bởi nhóm của Pol Duwez (P. Duwez, W. Klement Jun, R,H. Willens) ở Viện Công nghệ California (Caltech), chế tạo thành công một loạt hợp kim Eutectic vô định hình như AuSi, AgCu, AgGe...

## Ứng dụng công nghệ
Công nghệ nguội nhanh hiện đang được ứng dụng rất rộng rãi để chế tạo các hợp kim dạng băng mỏng có cấu trúc vô định hình. Ưu điểm của nó là đơn giản, giá thành rẻ và kết hợp một cách liên tục các công đoạn của kỹ thuật luyện kim nên dễ dàng được triển khai ở quy mô công nghiệp. Ngày nay, phương pháp nguội nhanh vẫn là một phương pháp phổ biến sử dụng trong cả nghiên cứu khoa học và công nghệ vật liệu, cũng như trong công nghiệp sản xuất vật liệu vô định hình. Tính hữu ích của công nghệ này dẫn đến việc thuật ngữ "nóng chảy-quay" (tiếng Anh là melt-spinning) được dùng là "phương pháp nguội nhanh". 
Ngoài việc chế tạo hợp kim vô định hình, nó còn là một phương pháp tương tự như phương pháp cán lạnh nên còn được dùng để chế tạo các băng kim loại, hợp kim mỏng. Trong công nghiệp, phương pháp này có thể chế tạo các băng hợp kim (cả vô định hình và không vô định hình) có chiều rộng hàng met và chiều dài hàng vài chục mét với độ dày từ một vài micromet đến vài chục hoặc vài trăm micromet.
Nhược điểm của nó là chỉ cho phép chế tạo các hợp kim vô định hình ở dạng băng mỏng, mà không thể tạo ra các hợp kim vô định hình dạng khối.